# Mouzieys-Teulet
Mouzieys-Teulet è un comune francese di 428 abitanti situato nel dipartimento del Tarn nella regione dell'Occitania.

## Società

### Evoluzione demografica
Abitanti censiti